# Johan Henrik Hägglund
Johan Henrik Hägglund, född 18 januari 1833 i Lund, död 20 september 1902 i Västra Karup i Kristianstads län, var en svensk präst. Han var far till Henrik Hägglund.
Hägglund blev 1852 student vid Lunds universitet, prästvigdes 1859, utnämndes till kyrkoherde i Malmö Caroli församling 1875 och i Västra Karups församling 1886. Han var kontraktsprost 1898–1899. Hägglund blev 1893 teologie doktor och var 1888 uppförd i andra rummet på biskopsförslaget i Göteborgs stift. Som predikant var han populär. Hägglund anslöt sig till den så kallade schartauanska riktningen och fick under sina senare år en viss patriarkalisk ledarställning bland sina meningsfränder. Han utgav Högmässopredikningar (1893).
Hägglund höll vid flera tillfällen välkomsttalet då kung Oskar II och andra kungligheter under åren 1889–1897 kom till Hallands Väderö för Kungliga jaktklubbens återkommande harjakter.